# Умадзи
Умадзи (яп. 馬路村 Умадзи-мура) — село в Японии, находящееся в уезде Аки префектуры Коти. Площадь села составляет 165,52 км², население — 909 человек (1 августа 2014), плотность населения — 5,49 чел./км².

## Географическое положение
Село расположено на острове Сикоку в префектуре Коти региона Сикоку. С ним граничат город Аки, посёлки Ясуда, Нака, Кайё и село Китагава.

## Население
Население села составляет 909 человек (1 августа 2014), а плотность — 5,49 чел./км². Изменение численности населения с 1980 по 2005 годы:
| 1980 | 1740 чел. |  |
| 1985 | 1501 чел. |  |
| 1990 | 1313 чел. |  |
| 1995 | 1242 чел. |  |
| 2000 | 1195 чел. |  |
| 2005 | 1170 чел. |  |